# Klaus Peter Haupka
Klaus Peter Haupka (* 17. Juni 1946) ist ein ehemaliger Radrennfahrer und Radsport-Funktionär.

## Leben
Klaus Peter Haupka galt in seinen jungen Jahren als bester Schüler von Werner Potzernheim und war erfolgreich auf Radrennbahnen auf dem Tandem sowie im Sprint.
Nachdem er später das Amt des stellvertretenden Präsidenten des Radsportverbandes Niedersachsen übernommen hatte, wurde er 1993 in der Nachfolge von Heinz Ewert zum Präsidenten des als Verein organisierten niedersächsischen Verbandes gewählt. Zeitweilig parallel dazu war Haupka 1994 Vorsitzender des Radsportkreises Hannover und engagierte sich von 1982 bis 1996 zudem als Vorsitzender des Vereins Radsportgemeinschaft Hannover, zu dessen Ehrenvorsitzenden er anschließend ernannt wurde.
Im Jahr 2003 wurde Haupka zudem Mitglied der Strategiekommission des Bundes Deutscher Radfahrer (BDR) und übernahm im selben Jahr die Aufgaben des Sprechers der Landesverbände des BDR-Präsidiums.
Anfang Dezember 2015 wurde Klaus Peter Haupka aufgrund seines langjährigen Engagements im Radsport durch den Oberbürgermeister von Hannover Stefan Schostok im Namen des Bundespräsidenten der Verdienstorden der Bundesrepublik Deutschland verliehen.